# Az Amerikai Egyesült Államok tagállamainak listája a felvétel dátuma szerint
Ez a lista az Amerikai Egyesült Államok tagállamait tartalmazza, az unióba való felvételük időrendjében. (A tizenhárom alapító állam esetében ez az alkotmány ratifikálását jelenti.)
| #     | Állam           | Felvétel dátuma                    | A terület korábbi státusza                                                                |
| ----- | --------------- | ---------------------------------- | ----------------------------------------------------------------------------------------- |
| 1     | Delaware        | 1776. július 4. 1787. december 7.  | gyarmat, majd szuverén állam a konföderáción belül                                        |
| 2     | Pennsylvania    | 1776. július 4. 1787. december 12. | tartomány, majd szuverén állam a konföderáción belül                                      |
| 3     | New Jersey      | 1776. július 4. 1787. december 18. | tartomány, majd szuverén állam a konföderáción belül                                      |
| 4     | Georgia         | 1776. július 4. 1788. január 2.    | tartomány, majd szuverén állam a konföderáción belül                                      |
| 5     | Connecticut     | 1776. július 4. 1788. január 9.    | gyarmat, majd szuverén állam a konföderáción belül                                        |
| 6     | Massachusetts   | 1776. július 4. 1788. február 6.   | tartomány (Massachusetts Bay), majd szuverén állam a konföderáción belül                  |
| 7     | Maryland        | 1776. július 4. 1788. április 28.  | tartomány, majd szuverén állam a konföderáción belül                                      |
| 8     | Dél-Karolina    | 1776. július 4. 1788. május 23.    | tartomány, majd szuverén állam a konföderáción belül                                      |
| 9     | New Hampshire   | 1776. július 4. 1788. június 21.   | tartomány, majd szuverén állam a konföderáción belül                                      |
| 10    | Virginia        | 1776. július 4. 1788. június 25.   | gyarmat, majd szuverén állam a konföderáción belül                                        |
| 11    | New York        | 1776. július 4. 1788. július 26.   | tartomány, majd szuverén állam a konföderáción belül                                      |
| 12    | Észak-Karolina  | 1776. július 4. 1789. november 21. | tartomány, majd szuverén állam a konföderáción belül                                      |
| 13    | Rhode Island    | 1776. július 4. 1790. május 29.    | gyarmat (a Providence-i Ültetvényekkel együtt), majd szuverén állam a konföderáción belül |
| 14    | Vermont         | 1791. március 4.                   | gyarmat (New York), köztársaság                                                           |
| 15    | Kentucky        | 1792. június 1.                    | Virginia                                                                                  |
| 16    | Tennessee       | 1796. június 1.                    | Észak-Carolina                                                                            |
| 17    | Ohio            | 1803. március 1.                   | terület (Északnyugati)                                                                    |
| 18    | Louisiana       | 1812. április 30.                  | terület                                                                                   |
| 19    | Indiana         | 1816. december 11.                 | terület                                                                                   |
| 20    | Mississippi     | 1817. december 10.                 | terület                                                                                   |
| 21    | Illinois        | 1818. december 3.                  | terület                                                                                   |
| 22    | Alabama         | 1819. december 14.                 | terület                                                                                   |
| 23    | Maine           | 1820. március 15.                  | Massachusetts                                                                             |
| 24    | Missouri        | 1821. augusztus 10.                | terület                                                                                   |
| 25    | Arkansas        | 1836. június 15.                   | terület                                                                                   |
| 26    | Michigan        | 1837. január 26.                   | terület                                                                                   |
| 27    | Florida         | 1845. március 3.                   | terület                                                                                   |
| 28    | Texas           | 1845. december 29.                 | köztársaság                                                                               |
| 29    | Iowa            | 1846. december 28.                 | terület                                                                                   |
| 30    | Wisconsin       | 1848. május 29.                    | terület                                                                                   |
| 31    | Kalifornia      | 1850. szeptember 9.                | mexikói birtok                                                                            |
| 32    | Minnesota       | 1858. május 11.                    | terület                                                                                   |
| 33    | Oregon          | 1859. február 14.                  | terület                                                                                   |
| 34    | Kansas          | 1861. január 29.                   | terület                                                                                   |
| 35    | Nyugat-Virginia | 1863. június 20.                   | Virginia                                                                                  |
| 36    | Nevada          | 1864. október 31.                  | terület                                                                                   |
| 37    | Nebraska        | 1867. március 1.                   | terület                                                                                   |
| 38    | Colorado        | 1876. augusztus 1.                 | terület                                                                                   |
| 39/40 | Dél-Dakota      | 1889. november 2.                  | terület (Dakota)                                                                          |
| 39/40 | Észak-Dakota    | 1889. november 2.                  | terület (Dakota)                                                                          |
| 41    | Montana         | 1889. november 8.                  | terület                                                                                   |
| 42    | Washington      | 1889. november 11.                 | terület                                                                                   |
| 43    | Idaho           | 1890. július 3.                    | terület                                                                                   |
| 44    | Wyoming         | 1890. július 10.                   | terület                                                                                   |
| 45    | Utah            | 1896. január 4.                    | terület                                                                                   |
| 46    | Oklahoma        | 1907. november 16.                 | terület                                                                                   |
| 47    | Új-Mexikó       | 1912. január 6.                    | terület                                                                                   |
| 48    | Arizona         | 1912. február 14.                  | terület                                                                                   |
| 49    | Alaszka         | 1959. január 3.                    | terület                                                                                   |
| 50    | Hawaii          | 1959. augusztus 21.                | terület                                                                                   |